# Sylvinho
Sylvio Mendes de Campos Júnior, meglio conosciuto come Sylvinho (San Paolo, 12 aprile 1974), è un allenatore di calcio ed ex calciatore brasiliano, di ruolo difensore, commissario tecnico della nazionale albanese.

## Carriera

### Giocatore

#### Club

##### Gli inizi, Corinthians
Esordisce professionalmente nel 1994 con il Corinthians, uno dei club della sua città natale, San Paolo. Si fa notare nel 1997 dal commissario tecnico del Brasile Mário Zagallo, che lo fa esordire nel 1997 contro la Russia.

##### Arsenal e Celta Vigo

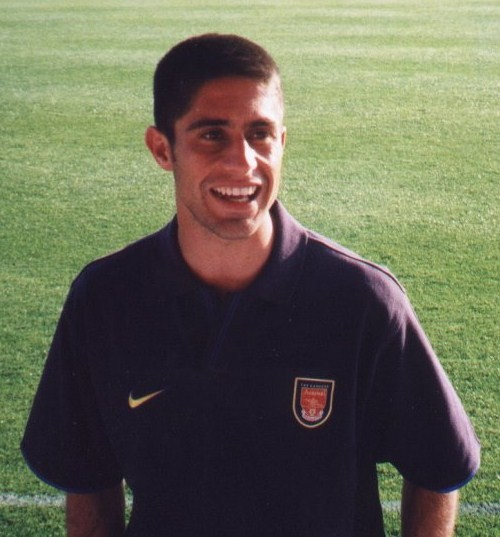
Sylvinho nel 1999

Le sue qualità lo portano nel calcio europeo nel 1999, anno di arrivo all'Arsenal, dove gioca due stagioni; nel 2001 approda nella Liga spagnola nelle file del Celta Vigo. Qui partecipa attivamente alla qualificazione del club galiziano alla UEFA Champions League 2003-2004.

##### Barcellona
Arriva al Barcellona nella stagione 2004-2005. Con gli azulgrana vince due campionati, una Supercoppa nazionale e due Champions League.
Il 3 giugno 2009 il Barcellona annuncia, dopo cinque stagioni e 8 trofei conquistati, il mancato rinnovo del contratto con il terzino brasiliano.

##### Manchester City e ritiro
Il 24 agosto 2009 firma un contratto annuale con gli inglesi del Manchester City, con cui disputa 12 partite tra campionato e coppe, segnando anche un gol. L'8 giugno 2010 non rinnova il suo contratto in scadenza con i Citizens e rimane quindi svincolato.
L'8 luglio 2011 annuncia il suo ritiro dal calcio giocato.

#### Nazionale
Sylvinho conta sei presenze con la nazionale brasiliana tra il 2000 e il 2001.

### Allenatore

#### Gli inizi
Appesi gli scarpini al chiodo decide di intraprendere la carriera da allenatore. Il 27 settembre del 2011 diventa il vice di Vágner Mancini al Cruzeiro. Il 16 maggio 2012 segue il tecnico allo Sport Recife. L'11 agosto si dimette insieme al tecnico. Il 1º febbraio 2013 segue ancora il tecnico stavolta al Náutico. L’8 aprile viene l’esonerato insieme al tecnico Vágner. Il 5 luglio 2013 è il vice di Mano Menezes al Corinthians.
Il 13 dicembre 2014 viene scelto da Roberto Mancini, suo allenatore ai tempi del Manchester City, come proprio collaboratore tecnico all'Inter, insieme a Fausto Salsano e José Duqué. Sylvinho firma un contratto fino al 30 giugno 2017. Inizialmente il brasiliano avrebbe dovuto essere l'allenatore in seconda di Mancini, ma essendo ancora sprovvisto del patentino il ruolo è stato ricoperto dal preparatore dei portieri Giulio Nuciari. L'8 agosto 2016, con l'addio all'Inter di Mancini tramite risoluzione consensuale, Sylvinho lascia l'Inter con il resto dello staff.
Dal 20 luglio 2016 è collaboratore tecnico di Tite, nuovo commissario tecnico della nazionale brasiliana.

#### Olympique Lione e Corinthians
Il 27 maggio 2019 viene annunciato come nuovo allenatore dell'Olympique Lione. Viene esonerato il 7 ottobre seguente, a causa dei deludenti risultati ottenuti nell'inizio di stagione (9 punti in 9 partite di campionato).
Dal 23 maggio 2021 allena il Corinthians terminando il campionato al quinto posto. Il 2 febbraio 2022 Sylvinho viene rimosso dall'incarico di allenatore dopo la sconfitta contro il Santos nel match giocato in casa valevole per il Campionato Paulista.

#### Nazionale albanese
Il 2 gennaio 2023 viene nominato commissario tecnico della nazionale albanese. A novembre dello stesso anno ottiene la qualificazione al campionato europeo 2024, grazie al primo posto nel girone di qualificazione.

## Statistiche

### Presenze e reti nei club
| Stagione           | Squadra            | Campionato         | Campionato | Campionato | Coppe nazionali | Coppe nazionali | Coppe nazionali | Coppe continentali | Coppe continentali | Coppe continentali | Altre coppe | Altre coppe | Altre coppe | Totale | Totale |
| Stagione           | Squadra            | Comp               | Pres       | Reti       | Comp            | Pres            | Reti            | Comp               | Pres               | Reti               | Comp        | Pres        | Reti        | Pres   | Reti   |
| ------------------ | ------------------ | ------------------ | ---------- | ---------- | --------------- | --------------- | --------------- | ------------------ | ------------------ | ------------------ | ----------- | ----------- | ----------- | ------ | ------ |
| 1994               | Corinthians        | A1/SP+A            | 0+3        | 0          | CB              | 0               | 0               | -                  | -                  | -                  | -           | -           | -           | 3      | 0      |
| 1995               | Corinthians        | A1/SP+A            | 26+13      | 0          | CB              | 10              | 0               | -                  | -                  | -                  | -           | -           | -           | 49     | 0      |
| 1996               | Corinthians        | A1/SP+A            | 19+21      | 0          | CB              | 5               | 0               | CL                 | 9                  | 0                  | -           | -           | -           | 54     | 0      |
| 1997               | Corinthians        | A1/SP+A            | 15+22      | 0          | CB              | 6               | 0               | -                  | -                  | -                  | RJ-SP       | 2           | 0           | 45     | 0      |
| 1998               | Corinthians        | A1/SP+A            | 13+30      | 0          | CB              | 2               | 0               | CM                 | 3                  | 0                  | RJ-SP       | 3           | 0           | 51     | 0      |
| gen.-giu. 1999     | Corinthians        | A1/SP+A            | 15+0       | 1          | CB              | 4               | 0               | CL                 | 9                  | 1                  | RJ-SP       | 5           | 0           | 33     | 2      |
| Totale Corinthians | Totale Corinthians | Totale Corinthians | 177        | 1          |                 | 27              | 0               |                    | 21                 | 1                  |             | 10          | 0           | 235    | 2      |
| 1999-2000          | Arsenal            | PL                 | 31         | 1          | FACup+CdL       | 3+2             | 0               | UCL+CU             | 1+8                | 0                  | CS          | 1           | 0           | 46     | 1      |
| 2000-2001          | Arsenal            | PL                 | 24         | 2          | FACup+CdL       | 3+0             | 0               | UCL                | 7                  | 2                  | -           | -           | -           | 34     | 4      |
| Totale Arsenal     | Totale Arsenal     | Totale Arsenal     | 55         | 3          |                 | 8               | 0               |                    | 16                 | 2                  |             | 1           | 0           | 80     | 5      |
| 2001-2002          | Celta Vigo         | PD                 | 23         | 0          | CR              | 2               | 0               | CU                 | 2                  | 0                  | -           | -           | -           | 27     | 0      |
| 2002-2003          | Celta Vigo         | PD                 | 32         | 1          | CR              | 2               | 0               | CU                 | 3                  | 0                  | -           | -           | -           | 37     | 1      |
| 2003-2004          | Celta Vigo         | PD                 | 29         | 0          | CR              | 5               | 0               | UCL                | 9                  | 0                  | -           | -           | -           | 43     | 0      |
| Totale Celta Vigo  | Totale Celta Vigo  | Totale Celta Vigo  | 84         | 1          |                 | 9               | 0               |                    | 14                 | 0                  |             | -           | -           | 107    | 1      |
| 2004-2005          | Barcellona         | PD                 | 21         | 0          | CR              | 0               | 0               | UCL                | 3                  | 0                  | -           | -           | -           | 24     | 0      |
| 2005-2006          | Barcellona         | PD                 | 26         | 2          | CR              | 2               | 0               | UCL                | 1                  | 0                  | SS          | 2           | 0           | 31     | 2      |
| 2006-2007          | Barcellona         | PD                 | 13         | 0          | CR              | 4               | 0               | UCL                | 2                  | 0                  | SS+SU+Cmc   | 1+1+0       | 0           | 21     | 0      |
| 2007-2008          | Barcellona         | PD                 | 14         | 0          | CR              | 4               | 0               | UCL                | 4                  | 0                  | -           | -           | -           | 22     | 0      |
| 2008-2009          | Barcellona         | PD                 | 15         | 0          | CR              | 8               | 0               | UCL                | 7                  | 1                  | -           | -           | -           | 30     | 1      |
| Totale Barcellona  | Totale Barcellona  | Totale Barcellona  | 89         | 2          |                 | 18              | 0               |                    | 17                 | 1                  |             | 4           | 0           | 128    | 3      |
| 2009-2010          | Manchester City    | PL                 | 10         | 0          | FACup+CdL       | 3+2             | 1+0             | -                  | -                  | -                  | -           | -           | -           | 15     | 1      |
| Totale carriera    | Totale carriera    | Totale carriera    | 415        | 7          |                 | 67              | 1               |                    | 68                 | 4                  |             | 15          | 0           | 565    | 12     |

### Cronologia presenze e reti in nazionale
| Cronologia completa delle presenze e delle reti in nazionale ― Brasile | Cronologia completa delle presenze e delle reti in nazionale ― Brasile | Cronologia completa delle presenze e delle reti in nazionale ― Brasile | Cronologia completa delle presenze e delle reti in nazionale ― Brasile | Cronologia completa delle presenze e delle reti in nazionale ― Brasile | Cronologia completa delle presenze e delle reti in nazionale ― Brasile | Cronologia completa delle presenze e delle reti in nazionale ― Brasile | Cronologia completa delle presenze e delle reti in nazionale ― Brasile |
| Data                                                                   | Città                                                                  | In casa                                                                | Risultato                                                              | Ospiti                                                                 | Competizione                                                           | Reti                                                                   | Note                                                                   |
| ---------------------------------------------------------------------- | ---------------------------------------------------------------------- | ---------------------------------------------------------------------- | ---------------------------------------------------------------------- | ---------------------------------------------------------------------- | ---------------------------------------------------------------------- | ---------------------------------------------------------------------- | ---------------------------------------------------------------------- |
| 23-5-2000                                                              | Cardiff                                                                | Galles                                                                 | 0 – 3                                                                  | Brasile                                                                | Amichevole                                                             | -                                                                      |                                                                        |
| 27-5-2000                                                              | Londra                                                                 | Inghilterra                                                            | 1 – 1                                                                  | Brasile                                                                | Amichevole                                                             | -                                                                      | 60’                                                                    |
| 8-10-2000                                                              | Maracaibo                                                              | Venezuela                                                              | 0 – 6                                                                  | Brasile                                                                | Qual. Mondiali 2002                                                    | -                                                                      |                                                                        |
| 3-3-2001                                                               | Pasadena                                                               | Stati Uniti                                                            | 1 – 2                                                                  | Brasile                                                                | Amichevole                                                             | -                                                                      |                                                                        |
| 7-3-2001                                                               | Guadalajara                                                            | Messico                                                                | 3 – 3                                                                  | Brasile                                                                | Amichevole                                                             | -                                                                      | 60’                                                                    |
| 28-3-2001                                                              | Quito                                                                  | Ecuador                                                                | 1 – 0                                                                  | Brasile                                                                | Qual. Mondiali 2002                                                    | -                                                                      | 58’                                                                    |
| Totale                                                                 |                                                                        | Presenze                                                               | 6                                                                      |                                                                        | Reti                                                                   | 0                                                                      |                                                                        |

### Statistiche da allenatore

#### Club
Statistiche aggiornate al 7 ottobre 2019.
| Stagione           | Squadra            | Campionato         | Campionato | Campionato | Campionato | Campionato | Coppe nazionali | Coppe nazionali | Coppe nazionali | Coppe nazionali | Coppe nazionali | Coppe continentali | Coppe continentali | Coppe continentali | Coppe continentali | Coppe continentali | Altre coppe | Altre coppe | Altre coppe | Altre coppe | Altre coppe | Totale | Totale | Totale | Totale | % Vittorie | Piazzamento |
| Stagione           | Squadra            | Comp               | G          | V          | N          | P          | Comp            | G               | V               | N               | P               | Comp               | G                  | V                  | N                  | P                  | Comp        | G           | V           | N           | P           | G      | V      | N      | P      | %          | Piazzamento |
| ------------------ | ------------------ | ------------------ | ---------- | ---------- | ---------- | ---------- | --------------- | --------------- | --------------- | --------------- | --------------- | ------------------ | ------------------ | ------------------ | ------------------ | ------------------ | ----------- | ----------- | ----------- | ----------- | ----------- | ------ | ------ | ------ | ------ | ---------- | ----------- |
| lug.-ott. 2019     | Olympique Lione    | L1                 | 9          | 2          | 3          | 4          | CF+CdL          | 0               | 0               | 0               | 0               | UCL                | 2                  | 1                  | 1                  | 0                  | -           | -           | -           | -           | -           | 11     | 3      | 4      | 4      | 27,27      | Esonerato   |
| 2021               | Corinthians        | A                  | 38         | 15         | 12         | 11         | CB              | 2               | 0               | 1               | 1               | -                  | -                  | -                  | -                  | -                  | -           | -           | -           | -           | -           | 40     | 15     | 13     | 12     | 37,50      | 5°          |
| gen.-feb. 2022     | Corinthians        | A1/SP+A            | 3+0        | 1+0        | 1+0        | 1+0        | CB              | 0               | 0               | 0               | 0               | -                  | -                  | -                  | -                  | -                  | -           | -           | -           | -           | -           | 3      | 1      | 1      | 1      | 33,33      | Eson        |
| Totale Corinthians | Totale Corinthians | Totale Corinthians | 3+38       | 1+15       | 1+12       | 1+11       |                 | 2               | 0               | 1               | 1               |                    | -                  | -                  | -                  | -                  |             | -           | -           | -           | -           | 43     | 16     | 14     | 13     | 37,21      |             |
| Totale carriera    | Totale carriera    | Totale carriera    | 50         | 18         | 16         | 16         |                 | 2               | 0               | 1               | 1               |                    | 2                  | 1                  | 1                  | 1                  |             | -           | -           | -           | -           | 54     | 19     | 18     | 17     | 35,19      |             |

#### Nazionale albanese
| Squadra | Naz                | da             | a        | Record | Record | Record | Record     | Record | Record | Record | Record |
| G       | V                  | N              | P        | GF     | GS     | DR     | Vittorie % |        |        |        |        |
| ------- | ------------------ | -------------- | -------- | ------ | ------ | ------ | ---------- | ------ | ------ | ------ | ------ |
| Albania | Albania (bandiera) | 2 gennaio 2023 | in corso | 22     | 9      | 5      | 8          | 27     | 20     | +7     | 40,91  |

#### Nazionale albanese nel dettaglio
Statistiche aggiornate al 19 novembre 2024.
| 2023           | Albania        | Qual. Euro 2024               | 1º nel Gruppo E, qualificato                         | 8  | 4 | 3 | 1 | 50,00 | 12 | 4  | +8 |
| giu.-lug. 2024 | Albania        | Euro 2024                     | 4º nel Gruppo B                                      | 3  | 0 | 1 | 2 | &0,00 | 3  | 5  | -2 |
| 2024           | Albania        | UEFA Nations League 2024-2025 | 4º nel Gruppo 1 della Lega B, retrocesso alla Lega C | 6  | 2 | 1 | 3 | 33,33 | 4  | 6  | -2 |
| Dal 2023       | Albania        | Amichevoli                    |                                                      | 5  | 3 | 0 | 2 | 60,00 | 8  | 5  | +3 |
| Totale Albania | Totale Albania | Totale Albania                | Totale Albania                                       | 22 | 9 | 5 | 8 | 40,91 | 27 | 20 | +7 |

#### Panchine da commissario tecnico della nazionale albanese
| Cronologia completa delle presenze e delle reti in nazionale ― Albania | Cronologia completa delle presenze e delle reti in nazionale ― Albania | Cronologia completa delle presenze e delle reti in nazionale ― Albania | Cronologia completa delle presenze e delle reti in nazionale ― Albania | Cronologia completa delle presenze e delle reti in nazionale ― Albania | Cronologia completa delle presenze e delle reti in nazionale ― Albania | Cronologia completa delle presenze e delle reti in nazionale ― Albania | Cronologia completa delle presenze e delle reti in nazionale ― Albania |
| Data                                                                   | Città                                                                  | In casa                                                                | Risultato                                                              | Ospiti                                                                 | Competizione                                                           | Reti                                                                   | Note                                                                   |
| ---------------------------------------------------------------------- | ---------------------------------------------------------------------- | ---------------------------------------------------------------------- | ---------------------------------------------------------------------- | ---------------------------------------------------------------------- | ---------------------------------------------------------------------- | ---------------------------------------------------------------------- | ---------------------------------------------------------------------- |
| 27-3-2023                                                              | Varsavia                                                               | Polonia                                                                | 1 – 0                                                                  | Albania                                                                | Qual. Euro 2024                                                        | -                                                                      | Cap: E. Hysaj                                                          |
| 17-6-2023                                                              | Tirana                                                                 | Albania                                                                | 2 – 0                                                                  | Moldavia                                                               | Qual. Euro 2024                                                        | Jasir Asani Nedim Bajrami                                              | Cap: E. Hysaj                                                          |
| 20-6-2023                                                              | Tórshavn                                                               | Fær Øer                                                                | 1 – 3                                                                  | Albania                                                                | Qual. Euro 2024                                                        | Kristjan Asllani Nedim Bajrami Ernest Muçi                             | Cap: E. Hysaj                                                          |
| 7-9-2023                                                               | Praga                                                                  | Rep. Ceca                                                              | 1 – 1                                                                  | Albania                                                                | Qual. Euro 2024                                                        | Nedim Bajrami                                                          | Cap: B. Djimsiti                                                       |
| 10-9-2023                                                              | Tirana                                                                 | Albania                                                                | 2 – 0                                                                  | Polonia                                                                | Qual. Euro 2024                                                        | Jasir Asani Mirlind Daku                                               | Cap: B. Djimsiti                                                       |
| 12-10-2023                                                             | Tirana                                                                 | Albania                                                                | 3 – 0                                                                  | Rep. Ceca                                                              | Qual. Euro 2024                                                        | Jasir Asani Taulant Seferi (x2)                                        | Cap: B. Djimsiti                                                       |
| 17-10-2023                                                             | Tirana                                                                 | Albania                                                                | 2 – 0                                                                  | Turchia                                                                | Amichevole                                                             | Qazim Laçi Ernest Muçi                                                 | Cap: B. Djimsiti                                                       |
| 17-11-2023                                                             | Chișinău                                                               | Moldavia                                                               | 1 – 1                                                                  | Albania                                                                | Qual. Euro 2024                                                        | Sokol Çikalleshi rig.                                                  | Cap: B. Djimsiti                                                       |
| 20-11-2023                                                             | Tirana                                                                 | Albania                                                                | 0 – 0                                                                  | Fær Øer                                                                | Qual. Euro 2024                                                        | -                                                                      | Cap: B. Djimsiti                                                       |
| 22-3-2024                                                              | Parma                                                                  | Albania                                                                | 0 – 3                                                                  | Cile                                                                   | Amichevole                                                             | -                                                                      | Cap: B. Djimsiti                                                       |
| 25-3-2024                                                              | Solna                                                                  | Svezia                                                                 | 1 – 0                                                                  | Albania                                                                | Amichevole                                                             | -                                                                      | Cap: B. Djimsiti                                                       |
| 3-6-2024                                                               | Szombathely                                                            | Albania                                                                | 3 – 0                                                                  | Liechtenstein                                                          | Amichevole                                                             | Armando Broja Jasir Asani Ernest Muçi                                  | Cap: E. Berisha                                                        |
| 7-6-2024                                                               | Szombathely                                                            | Albania                                                                | 3 – 1                                                                  | Azerbaigian                                                            | Amichevole                                                             | Nedim Bajrami Rey Manaj Qazim Laçi                                     | Cap: B. Djimsiti                                                       |
| 15-6-2024                                                              | Dortmund                                                               | Italia                                                                 | 2 – 1                                                                  | Albania                                                                | Euro 2024 - 1º turno                                                   | Nedim Bajrami                                                          | Cap: B. Djimsiti                                                       |
| 19-6-2024                                                              | Amburgo                                                                | Croazia                                                                | 2 – 2                                                                  | Albania                                                                | Euro 2024 - 1º turno                                                   | Qazim Laçi Klaus Gjasula                                               | Cap: B. Djimsiti                                                       |
| 24-6-2024                                                              | Düsseldorf                                                             | Albania                                                                | 0 – 1                                                                  | Spagna                                                                 | Euro 2024 - 1º turno                                                   | -                                                                      | Cap: B. Djimsiti                                                       |
| 7-9-2024                                                               | Praga                                                                  | Ucraina                                                                | 1 – 2                                                                  | Albania                                                                | UEFA Nations League 2024-2025 - Lega B                                 | Ardian Ismajli Jasir Asani                                             | Cap: E. Hysaj                                                          |
| 10-9-2024                                                              | Tirana                                                                 | Albania                                                                | 0 – 1                                                                  | Georgia                                                                | UEFA Nations League 2024-2025 - Lega B                                 | -                                                                      | Cap: E. Hysaj                                                          |
| 11-10-2024                                                             | Praga                                                                  | Rep. Ceca                                                              | 2 – 0                                                                  | Albania                                                                | UEFA Nations League 2024-2025 - Lega B                                 | -                                                                      | Cap: E. Hysaj                                                          |
| 14-10-2024                                                             | Tbilisi                                                                | Georgia                                                                | 0 – 1                                                                  | Albania                                                                | UEFA Nations League 2024-2025 - Lega B                                 | Kristjan Asllani                                                       | Cap: A. Ismajli                                                        |
| 16-11-2024                                                             | Tirana                                                                 | Albania                                                                | 0 – 0                                                                  | Rep. Ceca                                                              | UEFA Nations League 2024-2025 - Lega B                                 | -                                                                      | Cap: A. Ismajli                                                        |
| 19-11-2024                                                             | Tirana                                                                 | Albania                                                                | 1 – 2                                                                  | Ucraina                                                                | UEFA Nations League 2024-2025 - Lega B                                 | Nedim Bajrami                                                          | Cap: A. Ismajli                                                        |
| Totale                                                                 |                                                                        | Presenze                                                               | 22                                                                     |                                                                        | Reti                                                                   | 27                                                                     |                                                                        |

## Palmarès

### Club

#### Competizioni nazionali
- Campionato paulista: 3

Corinthians: 1995, 1997, 1999
- Campionato brasiliano: 1

Corinthians: 1998
- Coppa del Brasile: 1

Corinthians: 1995
- Community Shield: 1

Arsenal: 1999
- Campionato spagnolo: 3

Barcellona: 2004-2005, 2005-2006, 2008-2009
- Supercoppa di Spagna: 2

Barcellona: 2005, 2006
- Coppa di Spagna: 1

Barcellona: 2008-2009

#### Competizioni internazionali
- UEFA Champions League: 2

Barcellona: 2005-2006, 2008-2009